# Annie Dewey
Annie R. Dewey, née Godfrey en 1850 et morte en 1922, est une bibliothécaire américaine.

## Biographie
Elle est l'une des onze participantes à la première Lake Placid Conference en 1899, considérée comme le moment fondateur du home economics movement. Elle participe aux débats sur la définition de l'économie domestique, notamment à travers le comité de classification de la conférence, dont le rôle est de situer la discipline de l'économie domestique à l'intérieur de la classification Dewey.
Elle épouse le bibliothécaire Melvil Dewey en octobre 1878 et donne naissance à un fils, Godfrey Dewey, en 1887. Elle meurt le 3 août 1922.